# Маскировка (аналитическая химия)
Маскиро́вка, маскирование (в аналитической химии) — устранение либо уменьшение влияния отдельных компонентов смеси на разделение, выявление или определение целевых веществ. При маскировке не требуется отделение мешающих веществ от анализируемой смеси, благодаря чему проведение анализа упрощается и ускоряется.
Один из способов маскировки — это связывание мешающих ионов в малодиссоциированные комплексные соединения при обнаружении, определении и отделении каких-либо компонентов анализируемого объекта.
Для маскировки широко применяются органические кислоты (лимонная, винная, уксусная, щавелевая и др.), комплексоны, а также неорганические соединения, например, фториды, цианиды и др.

## Примеры
Железо (III) мешает определению никеля (II) при осаждении диметилглиоксимом, так как катион Fe3+ в интервале pH 5-10, характерном для протекания реакции, образует темно-коричневый гидроксид Fe2O3·nH2O.
1. Если в раствор ввести винную кислоту, образующую с железом (III) мало диссоциирующий растворимый комплекс, то оно не будет осаждаться и мешать определению никеля.
2. Если в раствор ввести фторид натрия или фторид аммония, то образуется устойчивый бесцветный комплекс FeF52−, который маскирует катион Fe3+